# سمعان السمعاني
سمعان السمعاني (1752 - 1820 م) هو مستشرق من «آل السمعاني».
ولد في طرابلس ثم درس في «الكلية المارونية» في روما وعاد إلى سوريا ثم مرة أخرى إلى إيطاليا واستقر فيها وأصبح أستاذاً للغات الشرقية في جامعة پادوفا.

## آثاره
من آثاره:
- «بحث في أصل العرب قبل.. النبي محمد، ، وعباداتهم، وآدابهم وأعرافهم»، بالإيطالية، طبع في پادوفا 1787 م. وفي وصف هذا الكتاب قال البدوي: «معظمه نقول عن مؤلفات المستشرقين؛ ويكشف فيه عن تعصب ديني خسيس ضد الإسلام.»[5]
- «فهرس المخطوطات الشرقية في مكتبة نابي»، بالإيطالية، بادوفا 1787 - 1792 م في مجلدين من قطع الربع.
- «وصف كرة سماوية عربية عليها كتابة كوفية، وهي موجودة في متحف بورجيا» (بادوفا، 1790 م) وهو مكتوب باللاتينية.
- «وصف بعض النقود التي عليها كتابة كوفية، وهي موجودة في متحف «Stèfano di Mainoni» (ميلانو، 1820 م).
- «إيضاحات عن آثار عربية في صقلية».
- بحث في «تأثير الشعر العربي على الأدب الحديث».[5]